# Antony Jay
Sir Antony Rupert Jay (ur. 20 kwietnia 1930 w Londynie, zm. 21 sierpnia 2016) – brytyjski dziennikarz, scenarzysta oraz producent filmowy i telewizyjny, znany m.in. jako współtwórca serialu Tak, panie ministrze.

## Życiorys
W 1955 rozpoczął pracę dla BBC, gdzie zajmował się redagowaniem, a później także produkcją programów publicystycznych. W 1964 opuścił BBC i został niezależnym dziennikarzem i producentem telewizyjnym. Współpracował m.in. z Davidem Frostem, jako jeden ze scenarzystów jego programu The Frost Report, oraz z Johnem Cleesem, wraz z którym założył w 1972 firmę producencką Video Arts, zajmującą się produkcją i dystrybucją nieszablonowych filmów szkoleniowych realizowanych na zlecenie firm, z myślą o ich pracownikach. Realizował także filmy dokumentalne, m.in. poświęcone brytyjskiej rodzinie królewskiej. W latach 1974–1977 zasiadał w komitecie doradzającym brytyjskiemu rządowi w kwestiach przyszłości mediów elektronicznych. Pracował także w branży public relations.
W latach 1980-1988 był współscenarzystą (razem z Jonathanem Lynnem) głośnego serialu Tak, panie ministrze (przemianowanego później na Tak, panie premierze), stanowiącego satyrę na brytyjskie elity władzy, zarówno polityczne, jak i pochodzące ze służby cywilnej. W 2010 po raz pierwszy wystawiona została sztuka teatralna Jaya i Lynna powstała na bazie serialu.
W 2008 Jay był autorem raportu How to Save the BBC (Jak uratować BBC), przygotowanego dla think tanku Centre for Policy Studies. Postulował w nim radykalne odchudzenie publicznego nadawcy i ograniczenie zakresu jego działalności, co odbiło się szerokim echem w mediach i spotkało się ze zdecydowaną polemiką ze strony ówczesnego dyrektora generalnego BBC. Był także redaktorem Oksfordzkiego Słownika Cytatów Politycznych (Oxford Dictionary of Political Quotations). Pisywał również artykuły dla prasy, m.in. dla The Times i Daily Mail.

## Nagrody i odznaczenia
W 1988 Jay otrzymał dożywotni tytuł szlachecki Sir za swoje zasługi dla brytyjskich mediów. Był także komandorem Królewskiego Orderu Wiktoriańskiego, który otrzymał w uznaniu zrealizowanych przez niego filmów dokumentalnych na temat brytyjskiej monarchii. W 1988 otrzymał także, wspólnie z Jonathanem Lynnem, nagrodę BAFTA dla najlepszego scenarzysty telewizyjnego.